# Vance Walker
Vance Jack Walker (Fort Mill, 26 aprile 1987) è un giocatore di football americano statunitense che gioca nel ruolo di defensive tackle per i Denver Broncos della National Football League (NFL). Fu scelto nel corso del settimo giro (210º assoluto) del draft NFL 2009 dagli Atlanta Falcons. Al college giocò a football al Georgia Institute of Technology.

## Carriera professionistica

### Atlanta Falcons
Walker fu scelto nel corso del settimo giro del Draft 2009 dagli Atlanta Falcons. Firmò il 5 giugno 2009 un contratto quadriennale per un valore di 1,81 milioni di dollari, ma il 5 settembre venne svincolato. Successivamente rifirmò per due anni e debuttò nella NFL il 2 novembre 2009 contro i New Orleans Saints. Finì la sua stagione da rookie giocando 10 partite di cui una sola da titolare con 13 tackle totali e 2 passaggi deviati. Nel 2010 giocò 16 partite di cui una da titolare con 17 tackle totali e un passaggio deviato.
Il 18 luglio 2011 firmò un contratto annuale del valore di 480.000 dollari, giocò 16 partite con 18 tackle totali, 2 sack, un fumble forzato e uno recuperato.
Il 13 marzo 2012 firmò per un altro anno per 1.260.000 di dollari. Terminò l'annata giocando 16 partite di cui 9 da titolare con 32 tackle totali, 3 sack e un fumble forzato.

### Oakland Raiders
Il 18 marzo 2013 dopo esser diventato free agent firmò un contratto annuale del valore di 2.000.000 di dollari di cui 500.000 di bonus alla firma. Nella settimana 6 contro gli imbattuti Kansas City Chiefs mise a segno il suo primo sack stagionale ai danni di Alex Smith. Nella settimana 8 contro i Pittsburgh Steelers fece un sack di 3 yard ai danni di Ben Roethlisberger. Nella settimana 10 contro i New York Giants mise a segno un sack da 6 yard ai danni di Eli Manning. Giocò 15 partite tutte da titolare con 40 tackle totali e 3 sack.

### Kansas City Chiefs
Il 14 marzo 2014, Walker firmò con i Kansas City Chiefs un contratto del valore di 13 milioni di dollari, 3,75 milioni dei quali garantiti. Il 6 marzo 2015, fu svincolato dopo una sola stagione.

### Denver Broncos
Il 12 marzo 2015, Walker firmò un contratto biennale del valore di 4 milioni di dollari con i Denver Broncos. Il 7 febbraio 2016 fece registrare due tackle nel Super Bowl 50, dove i Broncos batterono i Carolina Panthers per 24-10, laureandosi campione NFL.

## Palmarès

### Franchigia
- Super Bowl : 1

Denver Broncos: 50
- American Football Conference Championship: 1

Denver Broncos: 2015

## Statistiche
| Partite totali      | 89   |
| Partite da titolare | 28   |
| Tackle              | 138  |
| Sack                | 10,0 |
| Intercetti          | 0    |
| Fumble forzati      | 2    |

Statistiche aggiornate alla stagione 2014